# Cucurbitaria laurocerasi
Cucurbitaria laurocerasi är en svampart som beskrevs av W. Phillips & Plowr. 1881. Cucurbitaria laurocerasi ingår i släktet Cucurbitaria och familjen Cucurbitariaceae.   Inga underarter finns listade i Catalogue of Life.